# Pasquale Cicogna
Pasquale Cicogna (Veneza, 27 de maio de 1509 - Veneza, 02 de Abril de 1595) foi o 88º Doge da República de Veneza a partir de 18 de agosto de 1585 até sua morte.

## Vida
Filho de Gabriele e Marina Manolesso, não era muito rico apesar de sua nobreza, desde jovem teve que enfrentar um difícil aprendizado na carreira pública, tornando-se rapidamente experiente e habilidoso nas posições que obteve.
De abril de 1534 a julho de 1536 foi tesoureiro da Patria de Friuli.(uma entidade administrativa político-religiosa que existia entre 1077 e 1420.)
Foi por várias vezes o administrador da ilha de Candia, o orgulho do império veneziano, muito apreciado e admirado por suas qualidades políticas e humanas.
Dizia-se que estava predestinado a tornar-se doge: em Creta, uma pomba pousou sobre o seu ombro durante uma procissão religiosa, em Veneza no último período do dogado de seu predecessor Nicolò Da Ponte, o chapéu caiu da cabeça do doge e rolou para os pés dele .
Um homem muito religioso, ele sempre estava muito ligado à igreja de Santa Maria Assunta.
Casadao com Laura Morosini, já era viúvo no momento da eleição.

## Governo (Dogato)
Com a morte de Nicolò Da Ponte, a eleição do sucessor se mostrou um processo caótico, e entre os vários nobres nenhum representava a maioria. Após cinquenta e três escrutínios, os eleitores decidiram eleger Cicogna que, no entanto, não estava na lista de concorrentes e ficou muito surpreso com a notícia.
O seu dogado passou sem grandes turbulências, apesar das reivindicações contínuas do papado, que considerava a política da República de Veneza em relação aos não-católicos ser excessivamente liberal. Cecogna, apesar de ser muito religioso, sempre defendeu incisivamente a liberdade espiritual de que gozavam os cidadãos da República e os estrangeiros que ali moravam.
Nesses anos, Veneza continuou sua política de desenvolvimento arquitetônico (que durou todo o século XVI); Entre as obras mais famosas do seu período de governo, havia a ponte de Rialto (1588 - 1591), a construção das prisões de Piombi (1591-1605) e a Ponte dos Suspiros (1590-1600).
Pasquale Cicogna morreu em 2 de abril de 1595.